# 18-й пехотный полк (США)
18-й пехотный полк (англ. 18th Infantry Regiment) — воинская часть Армии США, существующая с 1861 года. Фактически при действующей полковой системе Армии США в состав 18-го пехотного полка входит только один батальон. Сам полк входит в 1-ю пехотную дивизию Армии США.

## История
18-й полк был одним из девяти новых полков, созданных в рамках увеличения Регулярной армии в 1861 году. Своё боевое крещение полк получил 24 апреля 1862 года в ходе Гражданской войны в США. В дальнейшем участвовал в ряде других военных конфликтов:
- Индейские войны
- Испано-американская война
- Филиппино-американская война
- Первая мировая война
- Вторая мировая война — воевал в Северной Африке и на Сицилии, 6 июня 1944 года высадился в Нормандии на пляже Омаха. Солдаты полка охраняли зал заседаний во время Нюрнбергского процесса.
- Война во Вьетнаме — дислоцировался в тактической зоне III корпуса Южного Вьетнама (Сайгон и прилегающие провинции)
- Война в Персидском заливе
- Война в Афганистане
- Иракская война

Полк находится в составе 1-й пехотной дивизии с момента её образования в 1917 году. В настоящее время 1-й батальон 18-го полка базируется в Форт-Райли (штат Канзас). 2-й батальон до 2012 года был дислоцирован в Баумхольдере (ФРГ), затем был расформирован.
9 мая 2010 года солдаты 2-го батальона 18-го пехотного полка приняли участие в параде на Красной площади, посвящённом 65-й годовщине победы в Великой Отечественной войне.

## Структура полка
В настоящее время 18-й пехотный полк представлен одним батальоном. Полковой штаб-квартиры нет. Исторически в составе полка были четыре батальона:
- 1-й батальон. Гарнизон — Форт-Райли[англ.], Канзас. Несёт службу вместе со 2-й боевой бригадной командой «Кинжал» (англ. 2nd "Dagger" Brigade Combat Team) 1-й пехотной дивизии. Общевойсковой батальон.
- 2-й батальон. Гарнизон — Баумхольдер, ФРГ. Входил в состав 170-й отдельной пехотной бригадной боевой команды (англ. 170th infantry Brigade Combat Team (Separate)). Расформирован вместе с бригадой в 2012 году.
- 3-й батальон. Гарнизон — Лоренс, Массачусетс. Входил в состав 187-й пехотной бригады 94-го резервного армейского командования (англ. 187th Infantry Brigade, 94th Army Reserve Command). Существовал в 1963—1994 годах.
- 4-й батальон. Вместе со 2-м и 3-м батальонами 6-го пехотного полка входил в состав Берлинской бригады, нёсшей службу в Западном Берлине в 1960-е годы. Позже преобразован в 4-й батальон 6-го пехотного полка.

## Командиры
Имена приводятся по данным Ассоциации 18-го пехотного полка (англ. 18th Infantry Regiment Association). Командиры, обозначенные 1-18, 2-18 и т. д., руководили 1-м, 2-м и т. д. батальонами в составе 18-го пехотного полка.
- Генри Каррингтон (1861—1869)
- Томас Ругер (1869—1886)
- Джон Ярд (1886—1889, погиб)
- Генри Лазелль[англ.] (1889—1894)
- Дэйнджерфилд Паркер (1894—1896)
- Дэвид ван Вальза (1896—1899)
- Джилберт Капрентер (1899—1899)
- Джеймс Санно[англ.] (1899—1903)
- Чарльз Холл (1903—1907)
- Томас Дэвис (1907—1913)
- Джеймс Роджерс (1913—1916)
- Ховард Гленн (1916)
- Сэмюэл Смайли (1916—1917)
- Джеймс Макэндрю[англ.] (1917)
- Улисс Макалександер[англ.] (1917)
- Джеймс Макэндрю[англ.] (1917)
- Улисс Макалександер[англ.] (1917)
- Фрэнк Паркер[англ.] (1917 — август 1918)
- Чарльз Хант (1918—1919)
- Оррин Вулф (1919—1923)
- Джон Брэдли[англ.] (1923—1927)
- Чарльз Хамфри-младший (1927—1929)
- Уильям Грэм (1929—1931)
- Джон Хьюз[англ.] (1931)
- Клод Миллер (1931—1933)
- Нобл Уайли (1933—1935)
- Ройден Биб (1935—1937)
  - 1–18: майор Кэппи Уэллс
- Рэй Брабсен (1937—1939)
- Элей Денсон (1939—1941)
  - 1–18: подполковник Джон Хопкинс
  - 2–18: подполковник Чарльз Юилл
  - 3–18: подполковник Джон Близзард-младший
- Эдвард Шербёрн (1941—1942)
- Фрэнк Грир (1 июля 1942 — 23 мая 1943)
  - 1–18: майор Ричард Паркер
  - 2–18: майор Джон Пауэрс
  - 3–18: подполковник Кортни Браун
  - 1–18: подполковник Роберт Йорк[англ.]
  - 1–18: подполковник Джозеф Сиссон III
  - 2–18: подполковник Бен Стернберг[англ.]
  - 3–18: подполковник Джозеф Сиссон III
- Джордж Смит-младший (23 мая 1943 — 25 февраля 1945)
  - 1–18: подполковник Генри Лирнард
  - 2–18: подполковник Джон Уильямсон
  - 3–18: подполковник Кортни Браун
  - 3–18: подполковник Элиша Пекхэм
- Джон Уильямсон (25 февраля 1945 — октябрь 1945)
  - 1–18: подполковник Генри Лирнард (февраль — октябрь 1945)
  - 2–18: подполковник Генри Миддлуорт (июнь — август 1945)
  - 3–18: подполковник Джордж Печэм (июнь — июль 1945)
  - 3–18: майор Фрэнк Дюпри (июль — август 1945)
- Генри Лирнард-младший (октябрь 1945 — март 1946)
  - 1–18: капитан Джон Мэггасон (октябрь — декабрь 1946)
  - 1–18: капитан Джордж Мартинс (декабрь 1945 — январь 1946)
  - 1–18: капитан Уильям Кошун (январь — февраль 1946)
  - 1–18: майор Джеймс Грин (февраль — апрель 1946)
  - 2–18: майор Томас Мёрфи (август — сентябрь 1945)
  - 2–18: подполковник Джордж Пикетт (сентябрь — ноябрь 1945)
  - 2–18: подполковник Рич Уильямс (21—28 ноября 1945)
  - 2–18: подполковник Эрнест Питерс (ноябрь — декабрь 1945)
  - 2–18: майор Йос Нельсон (декабрь 1945 — февраль 1946)
  - 3–18: майор Кит Фабианич (август — ноябрь 1945)
  - 3–18: подполковник Рич Уильямс (декабрь 1945 — январь 1946)
  - 3–18: капитан Уильям Кошун (январь — март 1946)
- Джеймс Лакетт (март — август 1946)
  - 1–18: капитан Уильям Кошун (апрель — май 1946)
  - 1–18: подполковник Херман Овермэн (май — октябрь 1946)
  - 2–18: подполковник Джордж Пикетт (февраль — ноябрь 1946)
  - 3–18: майор Кит Фабианич (март — июнь 1946)
  - 3–18: подполковник Рич Уильямс (июнь — сентябрь 1946)
- подполковник Джеральд Келлехер (август 1946)
- Стирлинг Вуд (август 1946 — май 1948)
  - 1–18: подполковник Джеральд Келлехер (октябрь 1946 — май 1949)
  - 2–18: подполковник Джеймс Скеллз (ноябрь 1946 — май 1948)
  - 3–18: подполковник Уильям Макналти (сентябрь 1946 — май 1948)
- Ринальдо ван Брунт (май 1948 — 1950)
  - 2–18: подполковник Джон Беннетт (май 1948 — май 1949)
  - 3–18: майор Честер Артур (май 1948 — май 1949)
  - 2–18: подполковник Ллойд Фреденхолл-младший (май 1949 — ?)
  - 3–18: подполковник Джон Спиди (май 1949 — ?)
  - 1–18: подполковник Джозеф Коффи
  - 2–18: подполковник Эбен Свифт
  - 3–18: подполковник Элиас Таунсенд
- Ральф Цвикер (1950—1952)
- Бенджамин Эванс (1952—1953)
- Юджин Салет (1953 — июнь 1954)
  - 1–18: подполковник Альберт Смит-младший
  - 2–18: подполковник Венсан Герен
  - 3–18: подполковник Арндт Мюллер
- Джордж Колвин (1954 — сентябрь 1955)
- Уильям Каннингем III (сентябрь 1955 — февраль 1957)
- Фрэнк Сэктон (февраль 1957 — 1958)
- Теодор Эндрюс (1958—1960)
- Главер Джонс-младший (1960 – январь 1962)
- Макс Киркбрайд (январь 1962 — 1963)
- Сэмюэл Каррик-младший (до апреля 1963)
- Роберт Дикерсон (апрель — сентябрь 1963)
- Уильям Мэлоун (сентябрь 1963 — январь 1964)
- 1–18: подполковник Джер Уиттингтон (январь 1964 — июль 1965)
- 1–18: подполковник Норман Солсбери (июль 1965 — январь 1966)
- 2–18: подполковник Эдгар Глотцбах (июль 1965 — январь 1966)
- 1–18: подполковник Карл Мортон (январь — май 1966)
- 2–18: подполковник Херберт Маккристал-младший (январь — июль 1966)
- 1–18: майор Джон Бард (май — июль 1966)
- 1–18: подполковник Уорнер Гудвин-младший (июль 1966 — январь 1967)
- 2–18: подполковник Льюис Баурманн (июль 1966 — май 1967)
- 1–18: подполковник Эрл Дентон (январь — март 1967)
- 1–18: подполковник Ричард Кавазос (март — декабрь 1967)
- 2–18: подполковник Джеймс Прайс (май — декабрь 1967)
- 1–18: подполковник Джордж Тронсрю-младший (декабрь 1967 — июнь 1968)
- 2–18: подполковник Макс Пфанцельтер (декабрь 1967 — февраль 1968)
- 1–18: подполковник Рональд Джиллис (июнь — декабрь 1968)
- 2–18: подполковник Макс Уолдроп (февраль — август 1968)
- 1–18: подполковник Роберт Прайс (декабрь 1968 — июнь 1969)
- 2–18: подполковник Джеймс Кроу (август 1968 — февраль 1969)
- 2–18: подполковник Дэвид Теберг (февраль — июль 1969)
- 1–18: подполковник Карл Лэйндж (июнь — октябрь 1969)
- 2–18: подполковник Рональд Очис (июль 1969 — апрель 1970)
- 1–18: подполковник Томас Финли (октябрь 1969 — апрель 1970)
- 1–18: подполковник Джек Томас (апрель — май 1970)
- 1–18: подполковник Джеймс Хамфрис (май 1970 — июнь 1971)
- 1–18: майор Бадди Пул (июнь — август 1971)
- 1–18: подполковник Джеймс Такер (август 1971 — декабрь 1972)
- 1–18: подполковник Рой Мут (декабрь 1972 — 1974)
- 1–18: подполковник Мозес Смоллз (1974—1975)
- 1–18: подполковник Дж. Уормат (1975—1977)
- 1–18: подполковник Р. Бойд (1977—1979)
- 1–18: подполковник Д. Гэннон (1979—1981)
- 1–18: подполковник М. А. Макдермотт (1981—1983)
- 2–18: подполковник Джеймс Брикмэн (февраль 1982 — июль 1984)
- Вне регулярной армии в 1983—1987 годах
- 2–18: подполковник Дэвид Уилсон (октябрь 1987 — август 1988)
- 2–18: подполковник Ричард Стаудер (август 1988 — октябрь 1990)
- 1–18: подполковник Арчибальд Арнольд III (июль 1989 — 1990)
- 3–18: подполковник Питер Клегг (ноябрь 1982 — октябрь 1985)
- 3–18: майор Дэвид Уилсон (октябрь 1985 — октябрь 1986)
- 3–18: подполковник Роберт О'Брайан (октябрь 1986 — октябрь 1990)
- 4–18: подполковник Роберт Ондж-младший (июнь 1989 — ?)
- 5–18: подполковник Джордж Элдридж (сентябрь 1989 — ?)
- 1–18: подполковник Э. Чемберлен III (июль 1990 — июль 1992)
- 2–18: подполковник Эрик Олсон (1990 — октябрь 1992)
- 3–18: подполковник Томас Финн-младший (октябрь 1990 — октябрь 1993)
- 4–18: подполковник Роберт Фулчер-младший (8 марта 1990 — 15 ноября 1991)
- 5–18: подполковник Гарольд Нили (1990—1991)
- 1–18: подполковник Рой Адамс-младший (июль 1992 — июль 1994)
- 2–18: подполковник Алекс Маккиндра (октябрь 1992 — октябрь 1994)
- 3–18: подполковник Марк Грейзер (октябрь 1993 — апрель 1994)
- 1–18: подполковник Эдвард Кук (июль 1994 — май 1996)
- 2–18: подполковник Брайан Зан (октябрь 1994 — май 1996)
- 1–18: подполковник Стивен Лэйфилд (апрель 1996 — июль 1997)
- 1–18: подполковник Уильям Норман (июль 1997 — июнь 1999)
- 1–18: подполковник Джон Мюррей (июнь 1999 — июнь 2001)
- 1–18: подполковник Бутч Боттерс (июнь 2001 — июнь 2003)
- 1–18: подполковник Джеффри Синклер (июнь 2003 — июнь 2005)
- 1–18: подполковник Джордж Глейз (июнь 2005 — январь 2008)
- 1–18: подполковник Стив Миска (январь — март 2008)
- 1–18: подполковник Кристофер Бекерт (март — апрель 2008)
- 1–18: подполковник Джон Вермеесх (апрель 2008 — май 2010)
- 1–18: подполковник Джон Кросс (май 2010 — май 2012)
- 1–18: подполковник Роберт Мэджи (май 2012 — июнь 2014)
- 1–18: подполковник Амадо Санчес IV (июнь 2014 — апрель 2016)
- 1–18: подполковник Питер Мун (апрель 2016 — июль 2018)
- 1–18: подполковник Джей Бесси (июль 2018 — июль 2020)
- 1–18: подполковник Эндрю Дж. Кулас (июль 2020 — май 2022)
- 1–18: подполковник Джон П. Викери (май 2022 — н. в.)

## НаграждённыеМедалью Почёта
- Капитан Роберт «Бобби» Эван Браун-младший[англ.]. Вторая мировая война. 8 октября 1944 года в районе холма Распятия близ Аахена капитан роты C 18-го пехотного полка Бобби Браун-младший в одиночку захватил три вражеских укреплённых позиции, находясь под непрерывным огнём из пистолетов и автоматов, а также под миномётным обстрелом. Он был ранен, однако отказался от медицинской помощи и отправился в одиночку на разведку других вражеских позиций. Он получил ещё два ранения, но сумел передать координаты вражеских укреплений, которые позже были успешно уничтожены[5].
- Сержант Макс Томпсон[англ.]. Вторая мировая война. 18 октября 1944 года в районе Хаарена[англ.] сержант роты K 18-го пехотного полка Макс Томпсон в одиночку атаковал несколько немецких позиций. 18 июня 1945 года, 8 месяцев спустя, он был награждён Медалью Почёта[6].
- Штаб-сержант Джордж Питерсон[англ.]. Вторая мировая война. 30 марта 1945 года в районе Айзерна штаб-сержант роты K 18-го пехотного полка Джордж Питерсон, несмотря на тяжёлые полученные ранения, в одиночку нейтрализовал три немецких пулемётных гнезда, прежде чем получить смертельное ранение. 17 октября 1945 года посмертно награждён Медалью Почёта[7].
- Первый лейтенант Уолтер Дж. Уилл[англ.]. Вторая мировая война. 30 марта 1945 года в районе Айзерна первый лейтенант роты K 18-го пехотного полка Уолтер Дж. Уилл спас 300 раненых, в одиночку нейтрализовал два немецких пулемётных гнезда и вместе со своим отрядом захватил её два других гнезда, несмотря на полученные им ранения. Возглавляя атаку на противника, он был смертельно ранен. 16 октября 1945 года посмертно награждён Медалью Почёта[6].